# После Томаса
«После Томаса» (англ. After Thomas) — телевизионная драма, впервые транслируемая в Великобритании 26 декабря 2006 года на телеканале ITV. Продюсерами фильма выступили Берил Верту и Элейн Кэмерон, режиссёром Саймоном Шором, а сценаристом Линдси Хилл.
Сюжет повествует о тяжёлом аутичном ребёнке Кайле Грэме и о том, как он прогрессирует, когда его родители взяли к себе Томаса, золотистого ретривера. Он основан на реальной истории Шотландского ребёнка Дейла Гарднера и его собаки Генри.

## Сюжет
Кайл Грэм (Эндрю Бирн) — ребёнок с тяжелой аутизмом с ограниченными коммуникативными навыками, который устраивает сильные истерики и не приучен к туалету. Его состояние испытывает терпение родителей Николы (Кили Хоус) и Роба (Бен Майлз).
Никола считает, что с течением времени симптомы аутизма Кайла могут стать менее серьёзными, если попытаться интегрировать его в окружающий его мир. Роб, однако, считает, что лучшее решение — отправить Кайла в специализированную школу-интернат, которой руководит харизматичный и заботливый директор школы Джон Хейверс (Клайв Мэнтл). Роб, который годами не занимался сексом со своей женой, становится все более разорванным, когда друг семьи Рэйчел (Лоррейн Пилкингтон) предлагает ему случайный секс. Единственной передышкой Николы является непоколебимая поддержка её матери Пэт (Шейла Хэнкок) и отца Джима (Дункан Престон), которые любят Кайл и при необходимости оказывают практическую поддержку.
Никола, на открытой терапии аутизма, читает о ребёнке, чьё состояние улучшилось с помощью терапевтической собаки; Роб остаётся скептиком, полагая, что Кайл либо испугается собаки, либо попробует не замечать о её существовании. Кайл называет щенка золотистого ретривера Томасом в честь танкового двигателя Томаса. Постепенно, через Томаса, он узнает об эмоциях и межличностных отношениях. Роб обнаруживает, что он может подавить истерики своего сына, говоря другим голосом, который, Кайл считает голосом Томаса. Брак Роба и Николы улучшается, и она становится беременной вторым ребёнком. Томас заболевает, и супруги боятся, что, если собака умрёт, то состояние их сына будет регрессировать. Однако он полностью выздоравливает. В финальной сцене фильма Кайл впервые признает своих родителей и говорит, что любит их
Перед титрами в эпилоге показано, что произошло с реальными людьми, изображенными в качестве персонажей фильма.

## В ролях
- Кили Хоус — Никола Грэм
- Бен Майлз — Роб Грэм
- Эндрю Бирн — Кайл Грэм
- Шейла Хэнкок — Бабушка Пэт
- Дункан Престон — Дедушка Джим
- Эйса Баттерфилд[2] — Эндрю
- Клайв Мантл — Джон Хейверс
- Лорейн Пилкингтон — Рэйчел
- Нома Думезвени — Паула Мюррей
- Джилл Хатли — Учитель класса

## Критика
Фильм «После Томаса» назвали «песчаным, теплым и забавным, но, прежде всего, реалистичным пониманием самого страшного кошмара каждого родителя».
Доктор Джойс Алмейда написала в рецензии на веб-сайте Королевского колледжа психиатров, что фильм «предлагает отличную платформу для тех, кто хочет узнать о предмете аутизма и спектре расстройств, связанных с ним», и отметила его потенциал в качестве учебного пособия.